# Алиуцэ, Мариан
Мариан Алиуцэ (рум. Marian Aliuţă; род. 4 февраля 1978, Бухарест) — румынский футболист, полузащитник.

## Биография

### Клубная карьера
Начал заниматься футболом на родине выступал за «Стяуа Мизил», «Тырговиште», «Глория Бистрица», «Фарул». В 1998 году перешёл в молдавский «Шериф», в 1999 году стал обладателем кубка Молдавии.
В марте 2000 года перешёл в «Шахтёр Донецк», стал первым легионером в истории команды. В составе горняков дебютировал 2 апреля 2000 года в игре чемпионата Украины против донецкого «Металлурга». Всего в Высшей лиге провёл 47 матчей забил 1 гол. По окончании сезона 2001/02 по семейным обстоятельствам перешёл в бухарестское «Стяуа». Позже играл в клубах «Рапид Бухарест» и «Чоннам Дрэгонз».
9 июля 2005 года руководство клуба «Металлург Донецк» объявило о подписании трёхлетнего договора с Алиуцэ. Летом 2006 года перешёл в «Чанчунь Ятай», расторг контракт с донецким клубом, соглашение с китайской командой было рассчитано на один год. В ноябре 2006 года подписал контракт с греческим клубом «Ираклис» в статусе свободного агента.
Позже играл за румынские клубы «Политехника Тимишоара», «Васлуй». В феврале 2009 года перешёл в азербайджанский клуб «Нефтчи», подписал контракт с клубом на 1,5 года. «Нефтчи» стал для него 15 местом работы за карьеру.

### Карьера в сборной
В составе молодёжной сборной Румынии провёл 13 игр. В национальной сборной Румынии дебютировал 26 февраля 2001 года в матче против сборной Украины (1:0). В следующий раз за сборную сыграл в 2003 году против Украины и Ирландии. В конце марта был вызван тренером сборной Виктором Пицуркэ на товарищеский матч против сборной России, с которой он и сыграл, также сыграл против сборной Фарерских остовов.

## Достижения
- Чемпион Украины (1): 2001/02
- Обладатель Кубка Украины: 2000/01, 2001/02
- Обладатель Кубка Молдавии (1): 1998/99
- Обладатель Кубка Интертото: 2008

## Личная жизнь
Женат, у него есть дочь и сын, который родился на Украине.